# Palsu purvs
Palsu purvs este o arie protejată (arie specială de conservare — SAC, sit de importanță comunitară — SCI, arie de protecție specială avifaunistică — SPA) din Letonia întinsă pe o suprafață de 620,7 ha, integral pe uscat.

## Localizare
Centrul sitului Palsu purvs este situat la coordonatele 56°58′27″N 25°40′55″E / 56.9742°N 25.6819°E.

## Înființare
Situl Palsu purvs a fost declarat arie de protecție specială avifaunistică în decembrie 2002 pentru a proteja 19 specii de animale. Alte tipuri de protecție:
- sit de importanță comunitară (în mai 2004)
- arie specială de conservare (în mai 2004)[1][3][4]

## Biodiversitate
Situată în ecoregiunea boreală, aria protejată conține 6 habitate naturale: Lacuri și iazuri distrofice naturale, Turbării active, Mlaștini oligotrofe degradate, capabile încă de regenerare naturală, Depresiuni pe substraturi de turbă de Rhynchosporion, Taiga vestică, Mlaștini împădurite.
La baza desemnării sitului se află mai multe specii protejate:
- păsări (18): minunița (Aegolius funereus), rață pitică (Anas crecca), gârliță mare (Anser albifrons), cocoșul de mesteacăn (Bonasa bonasia), caprimulg (Caprimulgus europaeus), barză albă (Ciconia ciconia), erete de stuf (Circus aeruginosus), ciocănitoare neagră (Dryocopus martius), șoim de iarnă (Falco columbarius), ciuvică (Glaucidium passerinum), cocor (Grus grus), sfrâncioc roșiatic (Lanius collurio), vultur pescar (Pandion haliaetus), viespar (Pernis apivorus), ploier auriu (Pluvialis apricaria), cocoșul de mesteacăn (Tetrao tetrix tetrix),  cocoș de munte (Tetrao urogallus), fluierar de mlaștină (Tringa glareola)
- nevertebrate (1): Ophiogomphus cecilia

Pe lângă speciile protejate, pe teritoriul sitului au mai fost identificate 11 specii de plante, 1 specie de păsări, 1 specie de mamifere, 1 specie de nevertebrate.